# Alejandro Jodorowsky
Alejandro Jodorowsky Prullansky (ur. 17 lutego 1929 w Tocopilla) – chilijski artysta awangardowy, surrealista, głównie reżyser filmowy i teatralny, pisarz i autor komiksów.

## Życiorys
Urodził się w rodzinie żydowskich emigrantów z Ukrainy. Ojcem był Jakub (Jaime) Chodorowski, matką Sara (Felicidad) Prullansky.
Jodorowsky rozpoczął swoją działalność artystyczną w bardzo młodym wieku, inspirowany przede wszystkim filmem i literaturą. Pierwsze wiersze opublikował w Chile w wieku 16 lat, rok później zadebiutował jako aktor, a w kolejnym stworzył trupę pantomimiczną Teatro Mimico. W 1953 napisał swoją pierwszą sztukę  El minotauro (Minotaur).
W tym samym roku wyjechał do Paryża, by pobierać nauki pantomimy u Étienne Decroux, nauczyciela słynnego francuskiego mima Marcela Marceau. W 1954 rozpoczął współpracę z samym Marceau, do którego grupy teatralnej dołączył i dla którego napisał sztukę Klatka.
W 1957 tworzy swój pierwszy film La Cravate, będący adaptacją opowiadania Tomasza Manna z 1940 Zamienione głowy (Die vertauschten Köpfe – Eine indische Legende).
W lutym 1962 Jodorowsky inicjuje razem z Fernando Arrabalem i Rolandem Toporem tzw. Mouvement panique (Ruch Paniczny), który opierał się na trzech podstawowych elementach: terrorze, humorze i spontaniczności. Patronem ruchu był grecki Pan, a inspiracją twórczość Luisa Buñuela i teatr okrucieństwa Antonina Artauda. Jedną z form działalności był Teatr paniczny. Występy miały charakter eksperymentalny.
W latach 60. i 70. Jodorowsky pracował w Paryżu i Meksyku, wystawiając ponad sto przedstawień. Reżyserował zarówno własne sztuki, jak i sztuki napisane przez Becketta, Ionesco, Strindberga, czy Leonorę Carrington. Od 1966 zaczyna tworzyć komiksy w duchu Ruchu Panicznego, zarówno samodzielnie, jak i we współpracy z rysownikiem Jeanem „Moebiusem” Giraudem.
W tym samym czasie wraca do twórczości filmowej, kręcąc pierwszy pełnometrażowy film Fando i Lis, a dwa lata później surrealistyczny western Kret (El Topo). W 1973 powstaje Święta góra (La montaña sagrada).
W 1975 Jodorowsky rozpoczął pracę nad adaptacją Diuny Franka Herberta, jednakże prace nad filmem zostały przerwane. W 2013 roku powstał dokument Jodorowsky's Dune przedstawiający historię niedokończonego filmu.

## Filmografia
- La Cravate (1957) – reżyseria, scenariusz, aktor
- Fando i Lis (Fando y Lis, 1967) – reżyseria, scenariusz, aktor
- Kret (El Topo, 1970) – reżyseria, scenariusz, aktor
- Święta góra (The Holy Mountain, 1973) – reżyseria, scenariusz, aktor
- Kieł (Tusk, 1980) – reżyseria, scenariusz
- Święta krew (Santa sangre, 1989) – reżyseria, scenariusz
- Złodziej tęczy (The Rainbow Thief, 1990) – reżyseria
- Cherif (2002) – aktor
- Pas si grave (2003) – aktor
- Musikanten (2006) – aktor
- Niente è come sembra (2007) – aktor
- Ostrowat (2011) – aktor
- Taniec rzeczywistości (La danza de la realidad, 2013) – reżyseria, scenariusz
- Wieczna poezja (Poesía sin fin, 2016) – reżyseria, scenariusz
- Ritual - Una storia psicomagica (2016) – aktor

## Komiksy
- Aníbal 5 (Temporae 1966), rys. Manuel Moro
- Los insoportables Borbolla (Temporae 1966), rys. Manuel Moro
- Fábulas pánicas (Heraldo de México 1967-1973)
- Oczy kota (Les yeux du chat, Les Humanoïdes Associés 1978), rys. Jean Giraud – wyd. polskie Bum Projekt 2015
- Double évasion (Les Humanoïdes Associés 1981), rys. Jean Giraud
- Incal (L’incal, Les Humanoïdes Associés 1981-1988), rys. Jean Giraud – wyd. polskie Egmont Polska 2006; Scream Comics 2015, 2018
- Les aventures d’Alef-Thau (Les Humanoïdes Associés 1983-1998), rys. Arnaud Dombre, Al’Covial
- La saga d’Alandor (Les Humanoïdes Associés 1984-1986), rys. Silvio Cadelo
- Les Jumeaux magiques (Hachette 1987), rys. Georges Bess
- Biały Lama (Les Humanoïdes Associés 1988-1993), rys. Georges Bess – wyd. polskie Egmont Polska 2007; Scream Comics 2018
- Przed Incalem (Les Humanoïdes Associés 1988-1995), rys. Zoran Janjetov – wyd. polskie Scream Comics 2016
- Anibal 5 (Anibal Cinq, Les Humanoïdes Associés 1990-1992), rys. Georges Bess – wyd. polskie Scream Comics 2018
- Diosamante (Les Humanoïdes Associés 1998-2006), rys. Jean-Claude Gal, Igor Kordej – wyd. polskie Scream Comics 2016
- Księżycowa Gęba (Face de lune, Casterman 1992-2004), rys. François Boucq – wyd. polskie Egmont Polska 2007
- Kasta Metabaronów (Les Humanoïdes Associés 1992–2003), rys. Juan Giménez – wyd. polskie Egmont Polska 2002-2005; Scream Comics 2016-2017
- Szalona z Sacre Coeur (Le cœur couronné, Les Humanoïdes Associés 1992-1998), rys. Jean Giraud – wyd. polskie Hella Komiks 2008; Scream Comics 2022[5]
- Ciné fripon (Les Humanoïdes Associés 1992)[a]
- La Vérité est au fond des rêves (Les Humanoïdes Associés 1993), rys. Jean-Jacques Chaubin
- Anielskie Szpony (Griffes d’Ange) (Les Humanoïdes Associés 1994), rys. Jean Giraud – wyd. polskie Scream Comics 2020
- Gilles Hamesh, Privé (de tout) - Polar Extrême (Les Humanoïdes Associés 1995), rys. Durandur
- Juan Solo (Les Humanoïdes Associés 1995–1999), rys. Georges Bess – wyd. polskie Scream Comics 2015-2016
- Aliot (Dargaud 1996), rys. Victor de la Fuente
- Technokapłani (Les Humanoïdes Associés 1998-2006), rys. Zoran Janjetov – wyd. polskie Egmont Polska 2002-2006; Scream Comics 2017-2019
- Megalex (Les Humanoïdes Associés 1999-2008), rys. Fred Beltran – wyd. polskie Egmont Polska 2003-2009
- Le trésor de l’ombre (Les Humanoïdes Associés 1999), rys. François Boucq
- Po Incalu (Après l’Incal, Les Humanoïdes Associés 2000), rys. Jean Giraud – wyd. polskie Scream Comics 2015
- Bouncer (Les Humanoïdes Associés / Glénat 2001-2006), rys. François Boucq – wyd. polskie Egmont Polska / Taurus Media / Scream Comics 2007-2019
- Borgia (Albin Michel / Glénat 2004-2010), rys. Milo Manara – wyd. polskie Taurus Media 2006-2010; Libertago 2021; Scream Comics 2023
- Astéroïde hurlant (Les Humanoïdes Associés 2006), rys. Igor Baranko, Christian Hojgaard, José O. Ladrönn, J.H. Williams III, Ciruelo, Marc Riou, Mark Vigouroux, Adi Granov, Carlos Meglia, Axel Medellin, Pascal Alixe, Jerome Opeña
- Castaka (Les Humanoïdes Associés 2007-2013), rys. Das Pastoras – wyd. polskie Scream Comics 2015
- Pietrolino (Les Humanoïdes Associés 2007-2008), rys. Olivier Boiscommun
- Le monde d’Alef-Thau (Les Humanoïdes Associés 2008-2009), rys. Marco Nizzoli
- Final Incal (Les Humanoïdes Associés 2008-2014), rys. José O. Ladrönn – wyd. polskie Scream Comics 2015
- Broń Metabarona (Les Armes du Méta-Baron, Les Humanoïdes Associés 2008), rys. Charest Travis, Zoran Janjetov – wyd. polskie Egmont Polska 2009
- Straszny papież (Le pape terrible, Delcourt 2009-2013), rys. Theo Caneschi – wyd. polskie Scream Comics 2024[6]
- Ogregod (Delcourt 2010-2012), rys. Zoran Janjetov
- Królewska krew (Sang Royal, Glénat 2010-2013), rys.  Dongzi Liu – wyd. polskie Scream Comics 2016-2017
- Showman Killer (Delcourt 2010-2012), rys. Nicolas Fructus – wyd. polskie Scream Comics 2018
- Legenda Białego Lamy (La légende du Lama Blanc, Glénat 2014-2017), rys. Georges Bess – wyd. polskie Scream Comics 2017
- Synowie El Topo (Les fils d’El Topo, Glénat 2016), rys. José O. Ladrönn – wyd. polskie Scream Comics 2017
- Rycerze Heliopolis (Les chevaliers d’Héliopolis, Glénat 2017-nadal), rys. Jérémy Petiqueux – wyd. polskie Taurus Media 2017-nadal

## Dorobek literacki
- Cuentos pánicos (Editorial Novaro 1963), ilustr. Roland Topor
- Teatro pánico (Editorial Novaro 1965)
- Juegos pánicos (Editorial Novaro 1965)
- El Topo, fábula pánica con imágenes (Editorial Novaro 1970)
- El loro de las siete lenguas (Grijalbo 1991, wyd. 2 Siruela 2005); powieść
- La trampa sagrada: Conversaciones con Gilles Farcet (Grijalbo 1991)
- Tam, gdzie ptak śpiewa najlepiej (Donde mejor canta un pájaro, Grijalbo 1992, wyd. 2 Siruela 2002); powieść – wyd. polskie Illuminatio 2019
- Las ansias carnívoras de la nada (Grijalbo 1995, wyd. 2 Siruela 2006); powieść
- Psychomagia (Psicomagia, Seix Barral 1995, wyd. 2 Siruela 2007); eseje – wyd. polskie Okultura 2012
- Sombras al Mediodia (Primera Edicion Dolmen escritores de chile 1995)
- Antología pánica (1996); kompilacja tekstów przez Daniela Gonzáleza-Dueñasa
- Los Evangelios para sanar (Siruela 1997, 2007); esej
- La sabiduría de los chistes (Obelisco 1997), ilustr. George Bess
- El niño del jueves negro (Siruela 1999); powieść
- Albina y los hombres-perro (Grijalbo / Siruela 2000), ilustr. François Boucq
- No basta decir (Visor 2000); poezja
- Taniec rzeczywistości (La danza de la realidad, Siruela 2001); wspomnienia – wyd. polskie Okultura 2014
- El paso del ganso (Visor 2001); reportaż
- La sabiduría de los cuentos (Obelisco 2001); esej
- La escalera de los ángeles (Obelisco 2001); esej
- El tesoro de la sombra (Siruela 2003); wspomnienia
- El dedo y la luna (Obelisco 2004); eseje
- Piedras del camino (Obelisco 2004); poezja
- La vía del tarot (Siruela 2004); eseje wraz z Marianne Costa
- Yo, el tarot (Siruela 2004); eseje i poezja
- Mistrz i czarownice (El maestro y las magas, Siruela 2005); wspomnienia – wyd. polskie Okultura 2011
- Solo de amor (Visor 2006), poezja
- Cabaret místico (Siruela 2006)
- Teatro sin fin (tragedias, comedias y mimodramas) (Siruela 2007); sztuka teatralna
- Correo terapéutico (La esfera de los libros 2008); esej
- Manual de Psicomagia (consejos para sanar tu vida) (Siruela 2009)
- Pasos en el vacío (Visor 2009); poezja
- Tres cuentos mágicos (para niños mutantes) (Siruela 2009)
- Poesía sin fin (Editorial Huacanamo 2009); zbiór poezji
- Metagenealogía (Siruela, 2011); eseje wraz z Marianne Costa

## Teatr
- La fantasma cosquillosa (farsa iniciática) (1948)
- El minotauro (1953)
- La princesa Araña (1958)
- Melodrama sacramental (1965)
- Zaratustra (aventura metafísica) (1970)
- El túnel que se come por la cola (auto sacramental pánico) (1970)
- El Juego que todos jugamos (1970)
- El mirón convertido (tragedia pánica) (1971)
- El Ensueño (Paráfrasis de la obra de Augusto Strindberg) (1971)
- Pedrolino (mimodrama ballet) (1998)
- Ópera pánica (cabaret trágico) (2001)
- Escuela de ventrílocuos (comedia absurda) (2002)
- Las tres viejas (melodrama grotesco) (2003)
- Hipermercado (paporreta infame) (2004)
- El sueño sin fin (drama sublime) (2006)
- Sangre real (drama antiguo) (2007).
- Teatro sin fin (tragedias, comedias y mimodramas) (Ediciones Siruela, Madrid, 2007); antologia poprzednich sztuk
- Le gorille (El gorila) (2009)